# Pandesma partita
Pandesma partita är en fjärilsart som beskrevs av Walker 1858. Pandesma partita ingår i släktet Pandesma och familjen nattflyn. Inga underarter finns listade i Catalogue of Life.